# Rietlanden (Emmen)

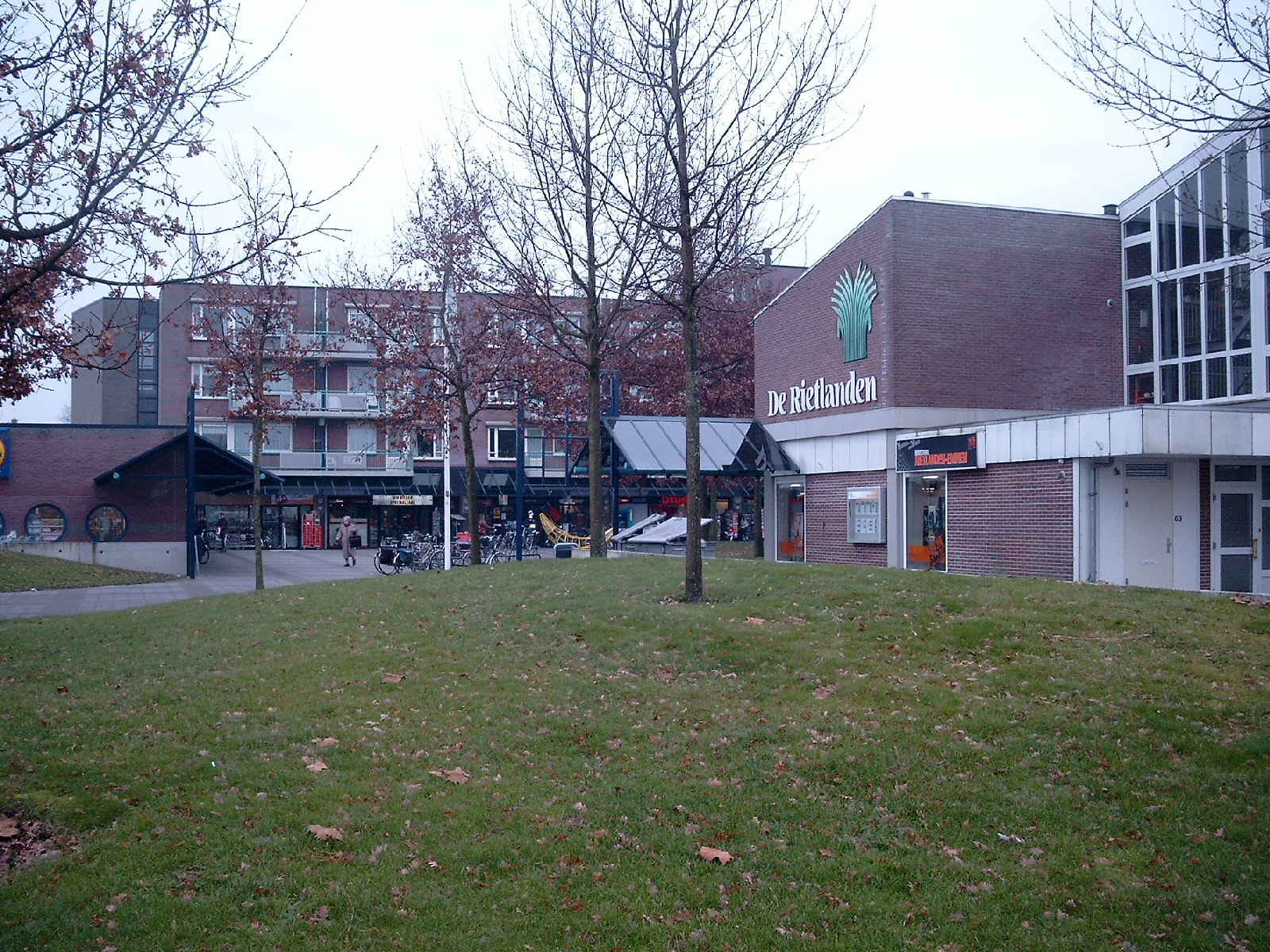
Winkelcentrum Rietlanden

Rietlanden is een woonwijk in het zuiden van de plaats Emmen, provincie Drenthe (Nederland).

## Geschiedenis
In de raad van Emmen wordt al in 1975 gesproken over de bouw van de wijk “de Rietlanden”. De eerste aanleiding hiervoor was de uit de hand lopende natuurlijke groei van de bevolking. Hiernaast zorgde ook het aantrekken van Overheidszaken naar Emmen voor een reden voor de bouw van de Rietlanden.

### Architectuur
Het eerste idee over het uiterlijk van de Rietlanden was ontworpen door André de Jong. Het idee dat het een groene wijk zou moeten worden. Dit kwam doordat de plek waar nu de Rietlanden staat vroeger een heideveld was met boerderijen. Dit idee was meerdere malen afgewezen door de provincie omdat het financieel niet mogelijk was. Na een aanpassing van het ontwerp werd het goedgekeurd. Uiteindelijk begon de bouw van de Rietlanden op 29 september 1983. De eerste straten die aangelegd werden, waren het Mussenveld, het Mezenveld en het Vinkenveld. De eerste bewoners van de Rietlanden die een woning kochten in het Mezenveld waren Joop Oolders en Zwopke de Vries. Dit deden ze in april van het jaar 1984.

### Winkelcentrum
De eerste winter in de Rietlanden was een strenge winter met veel sneeuw. Bewoners moesten uitwijken naar de supermarkt in Zuidbarge of Bargeres tot het winkelcentrum van de Rietlanden afgemaakt was. Dit moest voornamelijk lopend gebeuren, omdat er nog weinig wegen waren.
De bouw van het winkelcentrum had in 1985 moeten beginnen, maar geen enkele onderneming wilde zich vestigen in een praktisch lege wijk. Het voor de opzet van het winkelcentrum beschikbaar gestelde bedrag van 7 ton bleek te weinig te zijn. Hierdoor moest het plan weer aangepast worden. In het voorjaar van 1987 moest de bouw van het winkelcentrum beginnen, maar wegens weersomstandigheden werd dit ook uitgesteld tot het najaar. Het winkelcentrum werd pas in 1988 geopend na een lange periode van uitstel. Vanaf toen konden de bewoners van de Rietlanden in hun eigen wijk boodschappen doen.
De eerste jaren moesten de kinderen uit de Rietlanden naar school in Zuidbarge. In 1985 werd begonnen met de bouw van de openbare basisschool het Rietveld, gelegen aan het Mezenveld. Deze school werd in 1987 echter al te klein en dat zorgde voor de bouw van twee noodlokalen. De tweede basisschool van de Rietlanden, de Diedeldoorn, werd opgericht in september 1987. Niet zo heel lang hierna werden de scholen het Anker, de Regenboog, de Lisdodde en de Vlonder aan de lijst van basisscholen toegevoegd.

### Informatiepunt
Op 21 oktober 1986 werd het informatiepunt van de Rietlanden geopend. Aan het begin was dit informatiepunt gevestigd in een woonhuis gelegen aan het Mezenveld. Hier was het voor de bewoners mogelijk om dagelijks informatie te krijgen over de ontwikkelingen die plaatsvonden in de Rietlanden. Bij dit informatiepunt waren bijvoorbeeld tekeningen van het ontwerp van de Rietlanden. Omdat er geen extra financiën waren bekostigd, moesten de bewoners zelf activiteiten organiseren. Vanwege de behoefte naar een ontmoetingsruimte richtten 8 bewoners een bewonersgroep op en gingen een wijkkrant uitgeven. Vanwege de erg kleine vergaderruimte in het informatiepunt ontstond het idee om 3 specifiek voor de buurtvereniging gebouwde gebouwen te plaatsen. Het eerste idee was om een van deze gebouwen in het winkelcentrum te plaatsen, maar dat was financieel niet haalbaar. Daarom werd het aan het Vinkenveld gebouwd. Doordat er weinig geld beschikbaar was, is dit gebouw uiteindelijk ook klein en compact gebleven.

### Woningmarkt
De gemiddelde vraagprijs van een woning in de Rietlanden ligt op dit moment op ongeveer € 313.000 euro en lag op het moment dat de Rietlanden gebouwd werd op een geschatte 150.000 gulden, dat is omgerekend ongeveer € 68.000. De prijs is in 30 jaar behoorlijk gestegen, mede door de stijging van de waarde van de huizen, maar ook door de inflatie.

## Bezienswaardigheden
Er bevinden zich in deze wijk twee visvijvers, het Witte en het Zwarte Zwanenwater. De eerste is verbonden met de recreatieplas Kleine Rietplas. Deze is op zijn beurt weer verbonden met de Grote Rietplas, die eind jaren 90 werd aangelegd.

Aan de Grote Rietplas bevindt zich een recreatiepark met winkelcentrum, zwembad en bungalows en een kleine woonwijk: Parc Sandur, dat gebouwd is op schiereilandjes in het meer. Dit park behoort overigens niet tot de Rietlanden.

## Verkeer en vervoer
De Rondweg (N391) loopt langs de wijk en de Hondsrugweg verbindt de wijk met het centrum van Emmen. De spoorlijn Zwolle-Emmen ligt langs de Rietlanden. Sinds 2011 is Emmen Zuid, dat tussen het Waanderveld en de wijk Delftlanden in ligt, het dichtstbijzijnde station. Daarvoor was dit station Emmen Bargeres.

## Sport
In de Rietlanden zijn tevens diverse sportverenigingen gevestigd, waaronder voetbalclub DZOH en korfbalclub EKC 2000. Tevens zijn er in de sporthal in de wijk diverse verenigingen gevestigd waaronder een judoschool, een karateschool, een tafeltennisvereniging en een dans- en balletschool.